# Georgios Orphanidis

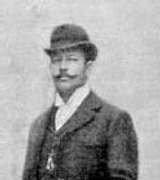
G. Orphanidis (1897)

Georgios Orphanidis (en griego: Γεώργιος Ορφανίδης; 1861 - 1942) fue un tirador griego, que compitió en los Juegos Olímpicos de Atenas 1896, en los Juegos Intercalados de 1906 de Atenas, y en los Juegos Olímpicos de Londres 1908. Ha ganado competencias tanto en pistola como en rifle, un hecho bastante inusual dentro de la disciplina. Orphanidis trabajó de abogado durante muchos años, y desde 1921 a 1930 integró el Comité Olímpico Griego.

## Carrera olímpica
Orphanidis compitió en todos los eventos del programa de tiro de los Juegos Olímpicos de Atenas 1896, con resultados dispares. En la prueba de pistola libre 30 metros, finalizó quinto, sin poder conocerse cual fue su puntaje. En la prueba de pistola militar 20 metros, se desconoce su posición y su puntaje, pero se sabe que no obtuvo medallas. En la prueba de pistola rápida 25 metros, obtuvo el segundo lugar, al marcar un puntaje de 249 puntos en los 20 aciertos que realizó, lo que le valió la medalla de plata. En la prueba de rifle libre 300 metros, tres posiciones, obtuvo un puntaje de 1.583 puntos, acertando 37 disparos de los 40 disponibles; es así que nadie pudo superarlo, por lo que le valió quedarse con la presea dorada. Por último, en la prueba de rifle militar 200 metros, obtuvo 1.698 puntos, quedándose con un diploma olímpico al finalizar en la quinta posición.
Su siguiente Juego Olímpico, aunque no reconocido como tal por el Comité Olímpico Internacional, fueron los Juegos Olímpicos Intercalados de 1906 que se disputaron en Atenas. Allí participó en varias pruebas de pistola y rifle. En la prueba de pistola libre 50 metros, ganaría con un puntaje de 221 puntos, acertando todos los blancos disponibles, lo que le valdría la medalla de oro. En el resto de las pruebas que participó no obtuvo medallas, pero en algunas tuvo importante participación, como en la competencia de rifle militar 300 metros, tres posiciones, donde integrándo el equipo griego, consiguió la cuarta colocación.
Su última participación olímpica data de los Juegos Olímpicos de Londres 1908, donde no consiguió medallas en los eventos de tiro que participó.